# Astragalus pusillus
Astragalus pusillus är en ärtväxtart som beskrevs av Julius Rudolph Theodor Vogel. Astragalus pusillus ingår i släktet vedlar, och familjen ärtväxter. Inga underarter finns listade i Catalogue of Life.